# چاه شور شماره ۲
چاه شورشماره ۲ روستایی در دهستان دلگان بخش مرکزی شهرستان دلگان استان سیستان و بلوچستان ایران است.

## جمعیت
بر پایه سرشماری عمومی نفوس و مسکن در سال ۱۳۹۵ جمعیت این روستا ۶۶۸ نفر (۱۵۳خانوار) بوده‌است.